# Список членов Государственного совета Российской империи

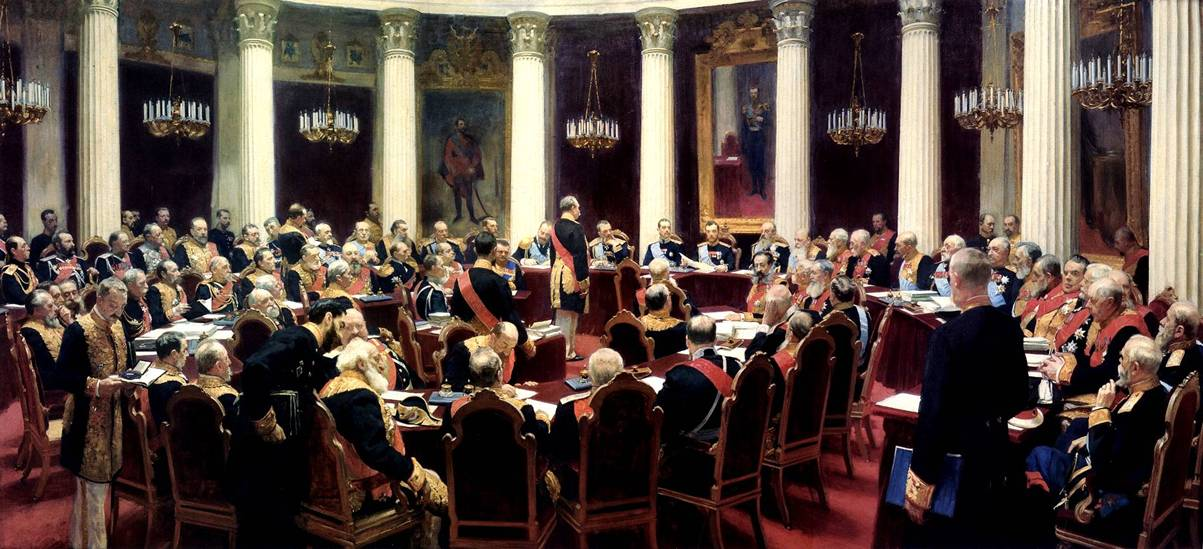
«Торжественное заседание Государственного Совета 7 мая 1901 года в день столетнего юбилея со дня его учреждения». Картина И. Е. Репина (1903).

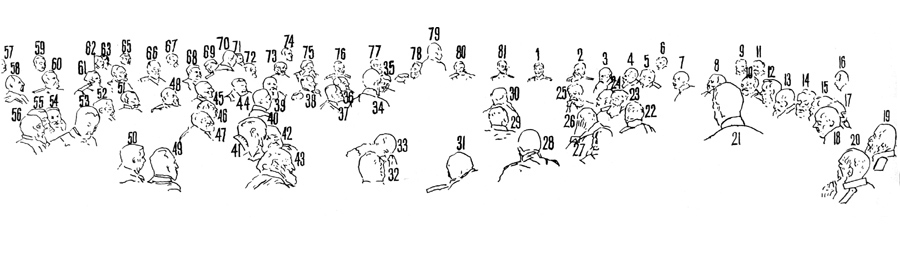
«Торжественное заседание Государственного Совета…». Схема картины И. Е. Репина

Общий алфавитно-хронологический список членов Государственного совета Российской империи.

## 1801—1906
| А Б В Г Д Е Ё Ж З И Й К Л М Н О П Р С Т У Ф Х Ц Ч Ш Щ Ы Э Ю Я |

Общий алфавитно-хронологический список членов Государственного совета Российской империис 30 марта 1801 г. по 17 апреля 1906 г.
| Персоналия                                                       | Вступление в Госсовет |
| ---------------------------------------------------------------- | --------------------- |
| _Члены Российского императорского дома                           |                       |
| _Великий князь Михаил Павлович                                   | 17.12.1825            |
| _герцог Александр Вюртембергский                                 | 05.12.1826            |
| _принц Ольденбургский, Пётр Георгиевич                           | 06.12.1836            |
| _Великий князь Александр Николаевич (император Александр II)     | 16.04.1841            |
| _Великий князь Константин Николаевич                             | 05.09.1850            |
| _Великий князь Михаил Николаевич (2)                             | 27.03.1855            |
| _Великий князь Николай Николаевич Старший                        | 27.03.1855            |
| _Великий князь Александр Александрович (император Александр III) | 28.10.1866            |
| _Великий князь Владимир Александрович (80)                       | 16.04.1872            |
| _Великий князь Алексей Александрович (78)                        | 01.01.1881            |
| _Великий князь Николай Александрович (император Николай II) (1)  | 06.05.1889            |
| _Великий князь Сергей Александрович (77)                         | 06.12.1894            |
| _принц Ольденбургский, Александр Петрович (76)                   | 14.05.1896            |
| _Великий князь Михаил Александрович (81)                         | 07.05.1901            |
| _Великий князь Александр Михайлович                              | 07.11.1902            |
| А                                                                |                       |
| Аракчеев, Алексей Андреевич                                      | 10.02.1808            |
| Алексеев, Иван Алексеевич                                        | 01.01.1810            |
| Армфельт, Густав Максимович                                      | 03.04.1812            |
| Адлерберг, Владимир Фёдорович                                    | 27.03.1842            |
| Анненков, Николай Николаевич                                     | 03.11.1848            |
| Армфельт, Александр Густавович                                   | 26.08.1856            |
| Ахматов, Алексей Петрович                                        | 11.12.1863            |
| Адлерберг, Александр Владимирович                                | 28.10.1866            |
| Абаза, Александр Аггеевич                                        | 17.02.1871            |
| Альбединский, Пётр Павлович                                      | 01.01.1881            |
| Адлерберг, Николай Владимирович                                  | 22.05.1881            |
| Абаза, Николай Саввич                                            | 01.01.1890            |
| Анастасьев, Александр Константинович                             | 22.07.1892            |
| Арсеньев, Дмитрий Сергеевич                                      | 01.04.1901            |
| Авелан, Фёдор Карлович                                           | 04.03.1903            |
| Альтфатер, Михаил Егорович                                       | 06.12.1904            |
| Арсеньев, Алексей Александрович                                  | 17.04.1905            |
| Аничков, Николай Милиевич                                        | 29.04.1905            |
| Алексеев, Евгений Иванович                                       | 08.06.1905            |
| Акимов, Михаил Григорьевич                                       | 16.12.1905            |
| Б                                                                |                       |
| Беклешов, Александр Андреевич                                    | 30.03.1801            |
| Будберг, Андрей Яковлевич                                        | 22 07.1804            |
| Балашов, Александр Дмитриевич                                    | 01.01.1810            |
| Барклай де Толли, Михаил Богданович                              | 20.01.1810            |
| Болотников, Алексей Ульянович                                    | 30.08.1823            |
| Бахметев, Алексей Николаевич                                     | 06.12.1828            |
| Бенкендорф, Александр Христофорович                              | 08.02.1831            |
| Блудов, Дмитрий Николаевич                                       | 12.02.1832            |
| Бутурлин, Дмитрий Петрович                                       | 06.12.1840            |
| Бибиков, Дмитрий Гаврилович                                      | 01.11.1848            |
| Берг, Фёдор Фёдорович                                            | 26.08.1852            |
| Бахтин, Николай Иванович                                         | 01.01.1853            |
| Брок, Пётр Фёдорович                                             | 19.04.1853            |
| Бутенёв, Аполлинарий Петрович                                    | 24.05.1855            |
| Бебутов, Василий Осипович                                        | 08.02.1858            |
| Барятинский, Александр Иванович                                  | 01.01.1860            |
| Безак, Александр Павлович                                        | 01.01.1863            |
| Бутков, Владимир Петрович                                        | 01.01.1865            |
| Баранов, Эдуард Трофимович                                       | 02.03.1868            |
| Будберг, Андрей Фёдорович                                        | 20.05.1868            |
| Бобринский, Владимир Алексеевич                                  | 20.04.1869            |
| Бобринский, Алексей Павлович                                     | 02.09.1871            |
| Бреверн, Егор Иванович                                           | 01.01.1877            |
| Бунге, Николай Христианович                                      | 06.05.1881            |
| Баранцов, Александр Алексеевич                                   | 16.06.1881            |
| Бутаков, Григорий Иванович                                       | 28.03.1882            |
| Бобринский, Алексей Васильевич                                   | 15.05.1883            |
| Бреверн-де-Лагарди, Александр Иванович                           | 30.08.1888            |
| Бычков, Афанасий Фёдорович                                       | 07.10.1890            |
| Безак, Николай Александрович                                     | 22.07.1895            |
| Бобринский Александр Алексеевич (24)                             | 14.05.1896            |
| Боголепов, Николай Павлович                                      | 12.02.1898            |
| Бобриков, Николай Иванович (48)                                  | 06.05.1900            |
| Бутовский, Пётр Михайлович                                       | 01.01.1901            |
| Будберг, Александр Андреевич                                     | 11.08.1904            |
| Брянчанинов, Александр Семёнович                                 | 06.12.1904            |
| Балашов, Николай Петрович                                        | 01.01.1905            |
| Булыгин, Александр Григорьевич                                   | 01.01.1905            |
| Бирилёв, Алексей Алексеевич                                      | 03.11.1905            |
| В                                                                |                       |
| Васильев, Алексей Иванович                                       | 30.03.1801            |
| Воронцов, Александр Романович                                    | 29.04.1801            |
| Вязмитинов, Сергей Кузьмич                                       | 15.01.1802            |
| Вейдемейер, Иван Андреевич                                       | 01.01.1810            |
| Волконский, Григорий Семёнович                                   | 16.01.1817            |
| Витгенштейн, Пётр Христианович                                   | 26.08.1818            |
| Волконский, Пётр Михайлович                                      | 05.06.1821            |
| Васильчиков, Илларион Васильевич                                 | 31.10.1821            |
| Воронцов, Михаил Семёнович                                       | 24.05.1826            |
| Вилламов, Григорий Иванович                                      | 26.10.1828            |
| Вронченко, Фёдор Павлович                                        | 17.03.1845            |
| Воронцов-Дашков, Иван Илларионович                               | 01.01.1846            |
| Васильчиков, Дмитрий Васильевич                                  | 01.07.1846            |
| Врангель, Фердинанд Петрович                                     | 27.07.1857            |
| Васильчиков, Илларион Илларионович                               | 23.04.1861            |
| Валуев, Пётр Александрович                                       | 09.11.1861            |
| Веригин, Александр Иванович                                      | 01.01.1866            |
| Вяземский, Пётр Андреевич                                        | 28.10.1866            |
| Войцехович, Алексей Иванович                                     | 01.01.1872            |
| Ванновский, Пётр Семёнович (72)                                  | 22.05.1881            |
| Воронцов-Дашков, Илларион Иванович (22)                          | 18.08.1881            |
| Вышнеградский, Иван Алексеевич                                   | 19.04.1886            |
| Витте, Сергей Юльевич (66)                                       | 15.02.1892            |
| Вешняков, Владимир Иванович (27)                                 | 28.03.1893            |
| Велио, Иван Осипович                                             | 14.05.1896            |
| Верховский, Владимир Владимирович                                | 14.05.1896            |
| Волконский, Михаил Сергеевич (25)                                | 14.05.1896            |
| Влангали, Александр Георгиевич                                   | 08.06.1897            |
| Вяземский, Леонид Дмитриевич                                     | 06.12.1899            |
| Валь, Виктор Вильгельмович                                       | 31.12.1903            |
| Васильчиков, Борис Александрович                                 | 02.04.1906            |
| Г                                                                |                       |
| Гагарин, Гавриил Петрович                                        | 30.03.1801            |
| Голубцов, Фёдор Александрович                                    | 07.09.1808            |
| Гудович, Иван Васильевич                                         | 07.09.1809            |
| Голицын, Александр Николаевич                                    | 01.01.1810            |
| Голицын, Сергей Фёдорович                                        | 01.01.1810            |
| Гурьев, Дмитрий Александрович                                    | 01.01.1810            |
| Горчаков, Алексей Иванович                                       | 12.12.1815            |
| Головин, Николай Николаевич                                      | 12.12.1816            |
| Голицын, Дмитрий Владимирович                                    | 31.10.1821            |
| Голенищев-Кутузов, Павел Васильевич                              | 28.12.1825            |
| Головкин, Юрий Александрович                                     | 01.01.1832            |
| Грабовский, Степан Фомич                                         | 14.02.1832            |
| Грейг, Алексей Самуилович                                        | 02.08.1833            |
| Голицын, Сергей Михайлович (1774—1859)                           | 17.04.1837            |
| Гурьев, Александр Дмитриевич                                     | 14.02.1839            |
| Ган, Павел Васильевич                                            | 14.04.1840            |
| Гагарин, Сергей Иванович                                         | 06.12.1842            |
| Гагарин, Павел Павлович                                          | 26.10.1844            |
| Головин, Евгений Александрович                                   | 01.01.1848            |
| Голицын, Александр Фёдорович                                     | 06.12.1852            |
| Горчаков, Пётр Дмитриевич                                        | 08.07.1855            |
| Горчаков, Михаил Дмитриевич                                      | 08.01.1856            |
| Горчаков, Александр Михайлович                                   | 15.04.1856            |
| Гофман, Андрей Логгинович                                        | 30.08.1857            |
| Гартман, Лаврентий Гаврилович                                    | 17.04.1858            |
| Гасфорд, Густав Христианович                                     | 19.01.1861            |
| Головнин, Александр Васильевич                                   | 06.12.1862            |
| Гринвальд, Родион Егорович                                       | 01.01.1864            |
| Граббе, Павел Христофорович                                      | 28.10.1866            |
| Герстфельд, Эдуард Иванович                                      | 04.06.1868            |
| Грот, Константин Карлович                                        | 05.10.1870            |
| Грейг, Самуил Алексеевич                                         | 01.01.1874            |
| Губе, Ромуальд Михайлович                                        | 01.01.1877            |
| Гильденштуббе, Александр Иванович                                | 17.04.1879            |
| Гейден, Фёдор Логинович                                          | 22.05.1881            |
| Галаган, Григорий Павлович                                       | 01.01.1882            |
| Гирс, Николай Карлович                                           | 28.03.1882            |
| Гурко, Иосиф Владимирович                                        | 23.09.1884            |
| Гольтгоер, Михаил Фёдорович                                      | 01.01.1885            |
| Гюббенет, Адольф Яковлевич                                       | 30.03.1889            |
| Голицын, Григорий Сергеевич                                      | 01.01.1893            |
| Голубев, Иван Яковлевич (40)                                     | 01.01.1895            |
| Ганецкий, Николай Степанович (8)                                 | 11.02.1895            |
| Горемыкин, Иван Логгинович (54)                                  | 15.10.1895            |
| Гейден, Логин Логинович                                          | 17.11.1895            |
| Галкин-Враский, Михаил Николаевич (49)                           | 28.02.1896            |
| Герард, Николай Николаевич (55)                                  | 01.01.1898            |
| Гончаров, Сергей Сергеевич                                       | 01.01.1900            |
| Гудим-Левкович, Павел Константинович (37)                        | 01.01.1900            |
| Горемыкин, Александр Дмитриевич (28)                             | 09.04.1900            |
| Гродеков, Николай Иванович                                       | 30.08.1902            |
| Глазов, Владимир Гаврилович                                      | 10.04.1904            |
| Гриппенберг, Оскар-Фердинанд Казимирович                         | 17.04.1905            |
| Д                                                                |                       |
| Державин, Гавриил Романович                                      | 22.09.1802            |
| Дезин, Вилим Петрович                                            | 01.01.1810            |
| Дмитриев, Иван Иванович (поэт)                                   | 01.01.1810            |
| Дибич, Иван Иванович                                             | 30.08.1823            |
| Долгоруков, Алексей Алексеевич                                   | 20.09.1829            |
| Дашков, Дмитрий Васильевич                                       | 02.02.1832            |
| Друцкий-Любецкий, Франциск-Ксаверий                              | 14.02.1832            |
| Ден, Иван Иванович                                               | 06.12.1850            |
| Долгоруков, Василий Андреевич                                    | 19.04.1853            |
| Дюгамель, Александр Осипович                                     | 28.10.1866            |
| Джамбакуриан-Орбелиани, Григорий Дмитриевич                      | 28.10.1866            |
| Долгоруков, Сергей Алексеевич                                    | 01.01.1871            |
| Делянов, Иван Давыдович                                          | 01.01.1874            |
| Дрентельн, Александр Романович                                   | 22.10.1878            |
| Дондуков-Корсаков, Александр Михайлович                          | 30.08.1879            |
| Долгоруков, Владимир Андреевич                                   | 01.01.1881            |
| Дервиз, Дмитрий Григорьевич                                      | 01.01.1884            |
| Дурново, Иван Николаевич (75)                                    | 01.01.1886            |
| Духовский, Сергей Михайлович                                     | 01.01.1901            |
| Драгомиров, Михаил Иванович                                      | 10.09.1903            |
| Дурново, Пётр Павлович                                           | 11.08.1904            |
| Долгорукий, Александр Сергеевич                                  | 06.05.1905            |
| Дейтрих, Владимир Фёдорович                                      | 21.09.1905            |
| Дурново, Пётр Николаевич                                         | 30.10.1905            |
| Дубасов, Фёдор Васильевич                                        | 15.01.1906            |
| Е                                                                |                       |
| Ермолов, Алексей Петрович                                        | 06.12.1831            |
| Ермолов, Алексей Сергеевич (68)                                  | 28.03.1893            |
| Ж                                                                |                       |
| З                                                                |                       |
| Зубов, Валериан Александрович                                    | 30.03.1801            |
| Зубов, Платон Александрович                                      | 30.03.1801            |
| Завадовский, Пётр Васильевич                                     | 18.04.1801            |
| Закревский, Арсений Андреевич                                    | 19.04.1828            |
| Замойский, Станислав Андреевич                                   | 06.10.1831            |
| Зеленой, Александр Алексеевич                                    | 17.04.1863            |
| Замятнин, Дмитрий Николаевич                                     | 01.01.1864            |
| Зубов, Пётр Алексеевич                                           | 01.01.1872            |
| Заблоцкий-Десятовский, Андрей Парфёнович                         | 01.01.1875            |
| Зенгер, Григорий Эдуардович                                      | 11.04.1902            |
| Зиновьев, Николай Алексеевич                                     | 14.09.1904            |
| И                                                                |                       |
| Игнатьев, Павел Николаевич                                       | 26.08.1852            |
| Игнатьев, Николай Павлович (10)                                  | 02.12.1877            |
| Исаков, Николай Васильевич                                       | 04.07.1881            |
| Имеретинский, Александр Константинович                           | 01.01.1892            |
| Игнатьев, Алексей Павлович (42)                                  | 29.08.1896            |
| Икскуль фон Гильденбандт, Александр Александрович (29)           | 14.11.1899            |
| Иващенков, Анатолий Павлович (33)                                | 06.12.1899            |
| К                                                                |                       |
| Куракин, Александр Борисович                                     | 30.03.1801            |
| Кушелев, Григорий Григорьевич                                    | 30.03.1801            |
| Кочубей, Виктор Павлович                                         | 11.12.1801            |
| Куракин, Алексей Борисович                                       | 22.07.1804            |
| Каменский, Михаил Федотович                                      | 10.11.1806            |
| Карнеев, Захар Яковлевич                                         | 01.01.1810            |
| Козодавлев, Осип Петрович                                        | 01.01.1810            |
| Кошелев, Родион Александрович                                    | 01.01.1810            |
| Кампенгаузен, Бальтазар Бальтазарович                            | 28.01.1811            |
| Кутузов, Михаил Илларионович                                     | 02.08.1812            |
| Коновницын, Пётр Петрович                                        | 02.12.1819            |
| Канкрин, Егор Францевич                                          | 31.10.1821            |
| Карцов, Пётр Кондратьевич                                        | 01.02.1822            |
| Кушников, Сергей Сергеевич                                       | 31.12.1828            |
| Красинский, Викентий Иванович                                    | 14.02.1832            |
| Киселёв, Павел Дмитриевич                                        | 06.12.1834            |
| Кутайсов, Павел Иванович                                         | 17.04.1837            |
| Клейнмихель, Пётр Андреевич                                      | 11.08.1842            |
| Кочубей, Демьян Васильевич                                       | 06.12.1842            |
| Кавелин, Александр Александрович                                 | 08.12.1842            |
| Корф, Модест Андреевич                                           | 11.04.1843            |
| Кочубей, Александр Васильевич                                    | 06.08.1846            |
| Кушелев-Безбородко, Александр Григорьевич                        | 27.03.1855            |
| Корф, Николай Иванович                                           | 25.01.1856            |
| Княжевич, Александр Максимович                                   | 23.03.1858            |
| Ковалевский, Евграф Петрович                                     | 23.03.1858            |
| Краббе, Николай Карлович                                         | 19.09.1860            |
| Коцебу, Павел Евстафьевич                                        | 25.10.1863            |
| Корсаков, Михаил Семёнович                                       | 21.01.1871            |
| Корнилов, Фёдор Петрович                                         | 01.01.1875            |
| Клушин, Павел Николаевич                                         | 01.01.1877            |
| Ковалевский, Михаил Евграфович                                   | 01.01.1881            |
| Казнаков, Николай Геннадьевич                                    | 19.02.1881            |
| Каханов, Михаил Семёнович                                        | 12.04.1881            |
| Кауфман, Михаил Петрович                                         | 16.03.1882            |
| Каханов, Иван Семёнович (23)                                     | 01.01.1893            |
| Кривошеин, Аполлон Константинович                                | 01.01.1893            |
| Кремер, Оскар Карлович (52)                                      | 14.05.1896            |
| Костанда, Апостол Спиридонович                                   | 26.05.1896            |
| Куропаткин, Алексей Николаевич (60)                              | 01.01.1898            |
| Книрим, Александр Александрович                                  | 19.01.1901            |
| Кобеко, Дмитрий Фомич                                            | 19.01.1901            |
| Калачов, Виктор Васильевич                                       | 13.03.1902            |
| Кривский, Павел Александрович                                    | 06.05.1902            |
| Куломзин, Анатолий Николаевич                                    | 28.12.1902            |
| Коковцов, Владимир Николаевич                                    | 05.02.1904            |
| Кутайсов, Павел Ипполитович                                      | 04.08.1904            |
| Косич, Андрей Иванович                                           | 21.10.1905            |
| Кутлер, Николай Николаевич                                       | 28.10.1905            |
| Кауфман, Пётр Михайлович                                         | 02.04.1906            |
| Л                                                                |                       |
| Ламб, Иван Варфоломеевич                                         | 30.03.1801            |
| Лопухин, Пётр Васильевич                                         | 30.03.1801            |
| Литта, Юлий Помпеевич                                            | 04.07.1811            |
| Лобанов-Ростовский, Дмитрий Иванович                             | 16.12.1813            |
| Лобанов-Ростовский, Яков Иванович (1760)                         | 22.02.1816            |
| Ланской, Василий Сергеевич                                       | 28.02.1816            |
| Ламздорф, Матвей Иванович                                        | 31.10.1821            |
| Ливен, Карл Андреевич                                            | 26.01.1826            |
| Ливен, Христофор Андреевич                                       | 04.08.1831            |
| Лавинский, Александр Степанович                                  | 01.01.1836            |
| Левашов, Василий Васильевич                                      | 01.01.1838            |
| Лонгинов, Николай Михайлович                                     | 03.11.1840            |
| Ланской, Сергей Степанович                                       | 01.01.1850            |
| Литке, Фёдор Петрович                                            | 25.10.1855            |
| Ламберт, Карл Карлович                                           | 06.08.1861            |
| Лидерс, Александр Николаевич                                     | 17.04.1862            |
| Ленский, Адам Осипович                                           | 16.11.1862            |
| Ливен, Вильгельм Карлович                                        | 01.01.1863            |
| Левшин, Алексей Ираклиевич                                       | 20.05.1868            |
| Лесовский, Степан Степанович                                     | 12.01.1876            |
| Ливен, Андрей Александрович                                      | 25.12.1879            |
| Лорис-Меликов, Михаил Тариелович                                 | 11.02.1880            |
| Любощинский, Марк Николаевич                                     | 01.01.1881            |
| Лобанов-Ростовский, Алексей Борисович                            | 26.02.1895            |
| Лобко, Павел Львович (61)                                        | 01.01.1898            |
| Ламздорф, Владимир Николаевич (36)                               | 25.07.1900            |
| Любовицкий, Юлиан Викторович                                     | 06.12.1904            |
| Лазарев, Пётр Михайлович                                         | 17.04.1905            |
| Линдер, Константин Карлович                                      | 15.11.1905            |
| М                                                                |                       |
| Мордвинов, Николай Семёнович                                     | 15.09.1801            |
| Макаров, Михаил Кондратьевич                                     | 01.01.1810            |
| Милорадович, Михаил Андреевич                                    | 19.08.1818            |
| Меллер-Закомельский, Пётр Иванович                               | 02.12.1819            |
| Морков, Аркадий Иванович                                         | 05.06.1821            |
| Моллер, Антон Васильевич                                         | 25.11.1821            |
| Меншиков, Александр Сергеевич                                    | 17.03.1830            |
| Марченко, Василий Романович                                      | 06.12.1834            |
| Муравьёв, Михаил Николаевич (1796)                               | 01.01.1850            |
| Мейендорф, Пётр Казимирович                                      | 01.07.1854            |
| Мелихов, Василий Иванович                                        | 31.12.1854            |
| Муравьёв-Карсский, Николай Николаевич                            | 22.07.1856            |
| Метлин, Николай Фёдорович                                        | 08.01.1860            |
| Муравьёв-Амурский, Николай Николаевич                            | 19.02.1861            |
| Муханов, Павел Александрович                                     | 23.04.1861            |
| Милютин, Дмитрий Алексеевич                                      | 09.11.1861            |
| Мельников, Павел Петрович                                        | 30.08.1863            |
| Милютин, Николай Алексеевич                                      | 01.01.1865            |
| Муханов, Николай Алексеевич                                      | 28.10.1866            |
| Мансуров, Борис Павлович                                         | 01.01.1872            |
| Мезенцов, Николай Владимирович                                   | 30.12.1876            |
| Маков, Лев Саввич                                                | 19.02.1879            |
| Меликов, Леван Иванович                                          | 01.01.1882            |
| Мансуров, Николай Павлович (18)                                  | 01.01.1883            |
| Маркус, Владимир Михайлович (17)                                 | 01.01.1884            |
| Манасеин, Николай Авксентьевич                                   | 06.11.1885            |
| Менгден, Владимир Михайлович (50)                                | 01.01.1889            |
| Маркус, Фёдор Михайлович                                         | 18.09.1893            |
| Муравьёв, Николай Валерианович (35)                              | 01.01.1894            |
| Мордвинов, Семён Александрович                                   | 01.01.1895            |
| Муравьёв, Михаил Николаевич (1845)                               | 01.01.1897            |
| Моренгейм, Артур Павлович                                        | 14.11.1897            |
| Махотин, Николай Антонович (31)                                  | 26.05.1899            |
| Марков, Павел Алексеевич (56)                                    | 01.04.1901            |
| Марков, Сергей Владимирович                                      | 01.01.1902            |
| Мосолов, Александр Николаевич                                    | 06.05.1904            |
| Манухин, Сергей Сергеевич                                        | 21.01.1905            |
| Маслов, Николай Николаевич                                       | 11.08.1905            |
| Нольде, Эммануил Юльевич                                         | 02.04.1906            |
| Н                                                                |                       |
| Неплюев, Иван Николаевич                                         | 01.01.1810            |
| Нессельроде, Карл Васильевич                                     | 05.06.1821            |
| Новосильцов, Николай Николаевич                                  | 23.09.1831            |
| Нарышкин, Кирилл Александрович                                   | 06.12.1834            |
| Норов, Авраам Сергеевич                                          | 11.04.1854            |
| Никитин, Алексей Петрович                                        | 26.08.1856            |
| Назимов, Владимир Иванович                                       | 23.04.1861            |
| Новосильский, Фёдор Михайлович                                   | 28.10.1866            |
| Набоков, Дмитрий Николаевич (7)                                  | 15.12.1866            |
| Небольсин, Григорий Павлович                                     | 01.01.1868            |
| Николаи, Александр Павлович                                      | 30.08.1875            |
| Непокойчицкий, Артур Адамович                                    | 16.04.1878            |
| Новиков, Евгений Петрович (дипломат)                             | 08.07.1882            |
| Николаев, Павел Никитич                                          | 01.01.1887            |
| Немешаев, Клавдий Семёнович                                      | 28.10.1905            |
| Никольский, Александр Петрович                                   | 27.02.1906            |
| О                                                                |                       |
| Остен-Сакен, Фабиан Вильгельмович                                | 26.08.1818            |
| Оленин, Алексей Николаевич                                       | 29.04.1827            |
| Опперман, Карл Иванович                                          | 26.08.1827            |
| Орлов, Алексей Фёдорович                                         | 06.12.1835            |
| Озеров, Пётр Иванович                                            | 17.04.1837            |
| Опочинин, Фёдор Петрович                                         | 01.07.1846            |
| Остен-Сакен, Дмитрий Ерофеевич                                   | 01.01.1856            |
| Офросимов, Михаил Александрович                                  | 30.08.1865            |
| Оболенский, Дмитрий Александрович                                | 16.04.1872            |
| Островский, Михаил Николаевич                                    | 24.07.1878            |
| Обручев, Николай Николаевич (20)                                 | 30.08.1893            |
| Оболенский, Александр Дмитриевич                                 | 11.08.1902            |
| Оболенский, Алексей Дмитриевич                                   | 17.04.1905            |
| П                                                                |                       |
| Пален, Пётр Алексеевич                                           | 30.03.1801            |
| Попов Василий Степанович                                         | 10.02.1808            |
| Потоцкий, Северин Осипович                                       | 01.01.1810            |
| Пестель, Иван Борисович                                          | 22.02.1816            |
| Пашков, Василий Александрович                                    | 31.10.1821            |
| Паскевич, Иван Фёдорович                                         | 14.02.1832            |
| Пален, Фёдор Петрович                                            | 18.09.1832            |
| Пален, Пётр Петрович                                             | 31.01.1834            |
| Перовский, Лев Алексеевич                                        | 06.12.1840            |
| Панин, Виктор Никитич                                            | 16.04.1841            |
| Пален, Матвей Иванович                                           | 17.03.1845            |
| Потапов, Алексей Николаевич                                      | 31.10.1845            |
| Перовский, Василий Алексеевич                                    | 01.01.1846            |
| Потоцкий, Лев Северинович                                        | 16.07.1846            |
| Протасов, Николай Александрович                                  | 01.01.1853            |
| Прянишников, Фёдор Иванович                                      | 25.06.1854            |
| Панютин, Фёдор Сергеевич                                         | 23.04.1861            |
| Путятин, Евфимий Васильевич                                      | 28.06.1861            |
| Плаутин, Николай Фёдорович                                       | 30.08.1862            |
| Платонов, Валериан Платонович                                    | 19.05.1866            |
| Пален, Константин Иванович (12)                                  | 15.10.1867            |
| Победоносцев, Константин Петрович (73)                           | 01.01.1872            |
| Посьет, Константин Николаевич                                    | 10.07.1874            |
| Потапов, Александр Львович                                       | 10.08.1874            |
| Перовский, Борис Алексеевич                                      | 16.08.1874            |
| Пещуров, Алексей Алексеевич                                      | 23.06.1880            |
| Перетц, Егор Абрамович                                           | 01.01.1883            |
| Паукер, Герман Егорович                                          | 07.11.1888            |
| Протасов-Бахметев, Николай Алексеевич (69)                       | 21.05.1890            |
| Пещуров, Михаил Алексеевич                                       | 05.04.1892            |
| Половцов, Александр Александрович (14)                           | 01.07.1892            |
| Петров, Николай Степанович                                       | 28.03.1893            |
| Плеве, Вячеслав Константинович (79)                              | 17.08.1899            |
| Петров, Николай Павлович (47)                                    | 09.04.1900            |
| Платонов, Степан Фёдорович                                       | 06.05.1902            |
| Павлов, Платон Петрович                                          | 13.08.1902            |
| Петров, Николай Иванович                                         | 01.01.1903            |
| Пантелеев, Александр Ильич                                       | 06.05.1903            |
| Плеске, Эдуард Дмитриевич                                        | 16.08.1903            |
| Пузыревский, Александр Казимирович                               | 28.03.1904            |
| Полторацкий, Пётр Алексеевич                                     | 06.12.1904            |
| Р                                                                |                       |
| Румянцев, Николай Петрович                                       | 17.08.1801            |
| Румянцев, Сергей Петрович                                        | 21.04.1802            |
| Ростопчин, Фёдор Васильевич                                      | 30.08.1814            |
| Разумовский, Алексей Кириллович                                  | 01.01.1816            |
| Раевский, Николай Николаевич                                     | 26.01.1826            |
| Римский-Корсаков, Александр Михайлович                           | 24.12.1830            |
| Рожнецкий, Александр Александрович                               | 14.02.1832            |
| Репнин, Николай Григорьевич                                      | 06.12.1834            |
| Родофиникин, Константин Константинович                           | 26.01.1838            |
| Рибопьер, Александр Иванович                                     | 06.12.1838            |
| Ребиндер, Роберт Иванович                                        | 09.01.1841            |
| Ридигер, Фёдор Васильевич                                        | 25.08.1850            |
| Реад, Николай Андреевич                                          | 29.11.1854            |
| Рокасовский, Платон Иванович                                     | 06.12.1854            |
| Ростовцев, Яков Иванович                                         | 27.03.1855            |
| Рейтерн, Михаил Христофорович                                    | 06.12.1862            |
| Рамзай, Эдуард Андреевич                                         | 30.08.1873            |
| Редкин, Пётр Григорьевич                                         | 31.01.1882            |
| Ребиндер, Константин Григорьевич                                 | 01.01.1884            |
| Рихтер, Оттон Борисович (19)                                     | 01.01.1887            |
| Радецкий, Фёдор Фёдорович                                        | 13.08.1889            |
| Рооп, Христофор Христофорович (15)                               | 09.10.1890            |
| Розенбах, Николай Оттонович                                      | 21.11.1891            |
| Ренненкампф, Константин Карлович                                 | 14.05.1896            |
| Розинг, Илиодор Иванович (32)                                    | 14.05.1896            |
| Рерберг, Пётр Фёдорович                                          | 11.08.1904            |
| Романов, Пётр Михайлович                                         | 01.01.1905            |
| Редигер, Александр Фёдорович                                     | 03.11.1905            |
| Рухлов, Сергей Васильевич (6)                                    | 06.11.1905            |
| С                                                                |                       |
| Салтыков, Николай Иванович                                       | 30.03.1801            |
| Строганов, Александр Сергеевич                                   | 22.07.1804            |
| Саблуков, Александр Александрович                                | 01.01.1810            |
| Салтыков, Александр Николаевич                                   | 04.02.1810            |
| Сухтелен, Пётр Корнильевич                                       | 03.12.1811            |
| Сперанский, Михаил Михайлович                                    | 17.07.1821            |
| Салтыков, Сергей Николаевич                                      | 30.08.1823            |
| Сукин, Александр Яковлевич                                       | 30.08.1823            |
| Строганов, Григорий Александрович                                | 02.10.1827            |
| Строганов, Александр Григорьевич (граф)                          | 16.03.1839            |
| Сенявин, Лев Григорьевич                                         | 15.04.1856            |
| Сухозанет, Николай Онуфриевич                                    | 17.04.1856            |
| Строганов, Сергей Григорьевич                                    | 26.08.1856            |
| Сумароков, Сергей Павлович                                       | 26.08.1856            |
| Суворов, Александр Аркадьевич                                    | 23.04.1861            |
| Стояновский, Николай Иванович                                    | 01.01.1875            |
| Сольский, Дмитрий Мартынович (3)                                 | 07.07.1878            |
| Старицкий, Егор Павлович                                         | 01.04.1879            |
| Святополк-Мирский, Дмитрий Иванович                              | 06.01.1880            |
| Сабуров, Андрей Александрович (45)                               | 24.04.1880            |
| Саломон, Пётр Иванович (13)                                      | 01.01.1889            |
| Селифонтов, Николай Николаевич                                   | 14.05.1896            |
| Стюрлер, Александр Николаевич                                    | 14.05.1896            |
| Софиано, Леонид Петрович                                         | 06.12.1896            |
| Семёнов-Тян-Шанский, Пётр Петрович (43)                          | 08.06.1897            |
| Святополк-Мирский, Николай Иванович                              | 14.05.1898            |
| Сипягин, Дмитрий Сергеевич (39)                                  | 20.10.1899            |
| Сабуров, Пётр Александрович (46)                                 | 01.01.1900            |
| Стааль, Егор Егорович                                            | 30.08.1902            |
| Сахаров, Виктор Викторович                                       | 11.03.1904            |
| Святополк-Мирский, Пётр Дмитриевич                               | 26.08.1904            |
| Стишинский, Александр Семёнович                                  | 14.09.1904            |
| Стевен, Александр Христианович                                   | 06.12.1904            |
| Саблер, Владимир Карлович                                        | 06.05.1905            |
| Т                                                                |                       |
| Трощинский, Дмитрий Прокофьевич                                  | 30.03.1801            |
| Тутолмин, Тимофей Иванович                                       | 03.08.1809            |
| Траверсе, Иван Иванович                                          | 01.01.1810            |
| Тутолмин, Иван Васильевич                                        | 17.01.1810            |
| Тормасов, Александр Петрович                                     | 03.12.1811            |
| Татищев, Александр Иванович                                      | 30.08.1823            |
| Толстой, Пётр Александрович                                      | 30.08.1823            |
| Толь, Карл Фёдорович                                             | 13.01.1830            |
| Трубецкой, Василий Сергеевич                                     | 06.12.1835            |
| Татищев, Дмитрий Павлович                                        | 06.12.1838            |
| Тучков, Павел Алексеевич                                         | 06.12.1838            |
| Туркул, Игнатий Лаврентьевич                                     | 06.12.1839            |
| Тенгоборский, Людвиг Валерианович                                | 11.04.1848            |
| Танеев, Александр Сергеевич                                      | 01.01.1850            |
| Тымовский, Осип Игнатьевич                                       | 22.07.1856            |
| Тучков, Павел Алексеевич (1803)                                  | 23.04.1861            |
| Толстой, Иван Матвеевич                                          | 30.08.1861            |
| Толстой, Александр Петрович                                      | 28.02.1862            |
| Татаринов, Валериан Алексеевич                                   | 19.04.1864            |
| Толстой, Дмитрий Андреевич                                       | 05.06.1865            |
| Титов, Владимир Павлович                                         | 20.07.1865            |
| Тройницкий, Александр Григорьевич                                | 09.03.1867            |
| Трубецкой, Николай Иванович                                      | 05.12.1867            |
| Тимашев, Александр Егорович                                      | 14.12.1867            |
| Торнау, Николай Егорович                                         | 01.01.1875            |
| Танеев, Сергей Александрович                                     | 01.01.1879            |
| Тотлебен, Эдуард Иванович                                        | 21.06.1879            |
| Татищев, Александр Александрович                                 | 22.07.1892            |
| Тернер, Фёдор Густавович (51)                                    | 01.01.1896            |
| Тыртов, Павел Петрович (38)                                      | 13.07.1896            |
| Таубе, Максим Антонович (26)                                     | 05.07.1900            |
| Толь, Сергей Александрович                                       | 06.05.1903            |
| Татищев, Иван Дмитриевич                                         | 11.08.1904            |
| Таганцев, Николай Степанович                                     | 17.04.1905            |
| Тимирязев, Василий Иванович                                      | 28.10.1905            |
| Толстой, Иван Иванович                                           | 31.10.1905            |
| Трепов, Фёдор Фёдорович                                          | 15.11.1905            |
| У                                                                |                       |
| Уваров, Фёдор Петрович                                           | 30.08.1823            |
| Уваров, Сергей Семёнович                                         | 21.04.1834            |
| Урусов, Александр Михайлович                                     | 06.12.1842            |
| Урусов, Сергей Николаевич                                        | 16.04.1867            |
| Убри, Павел Петрович                                             | 01.06.1882            |
| Ф                                                                |                       |
| Философов, Михаил Михайлович                                     | 10.01.1808            |
| Фундуклей, Иван Иванович                                         | 30.01.1867            |
| Философов, Владимир Дмитриевич                                   | 05.09.1881            |
| Фриш, Эдуард Васильевич (4)                                      | 01.01.1883            |
| Филиппов, Тертий Иванович                                        | 26.07.1889            |
| Фредерикс, Владимир Борисович (58)                               | 06.05.1897            |
| Фукс, Эдуард Яковлевич                                           | 01.01.1903            |
| Философов, Дмитрий Александрович (74)                            | 28.10.1905            |
| Фрезе, Александр Александрович                                   | 16.12.1905            |
| Фёдоров, Михаил Михайлович                                       | 18.02.1906            |
| Х                                                                |                       |
| Хитрово, Алексей Захарович                                       | 06.04.1827            |
| Хованский, Николай Николаевич                                    | 30.09.1836            |
| Храповицкий, Матвей Евграфович                                   | 17.04.1846            |
| Ханыков, Василий Яковлевич                                       | 01.01.1850            |
| Хомутов, Михаил Григорьевич                                      | 27.08.1862            |
| Хрущёв, Александр Петрович                                       | 01.01.1875            |
| Хрептович, Михаил Иринеевич                                      | 01.01.1877            |
| Хилков, Михаил Иванович (64)                                     | 04.01.1895            |
| Харитонов, Пётр Алексеевич (16)                                  | 01.01.1906            |
| Ц                                                                |                       |
| Ч                                                                |                       |
| Чичагов, Павел Васильевич                                        | 01.01.1805            |
| Чарторыйский, Адам Адамович                                      | 09.01.1805            |
| Чернышёв, Александр Иванович                                     | 11.04.1828            |
| Челищев, Николай Александрович                                   | 31.12.1853            |
| Чевкин, Константин Владимирович                                  | 01.01.1856            |
| Чертков, Михаил Иванович                                         | 13.01.1881            |
| Чихачёв, Николай Матвеевич (5)                                   | 28.11.1888            |
| Череванский, Владимир Павлович                                   | 01.01.1898            |
| Ш                                                                |                       |
| Шишков, Александр Семёнович                                      | 30.08.1814            |
| Шаховской, Иван Леонтьевич                                       | 01.07.1839            |
| Шульгин, Дмитрий Иванович                                        | 01.11.1848            |
| Ширинский-Шихматов, Платон Александрович                         | 27.01.1850            |
| Шереметев, Василий Александрович                                 | 30.08.1856            |
| Шувалов, Андрей Петрович                                         | 08.09.1859            |
| Шувалов, Пётр Андреевич                                          | 10.04.1866            |
| Шестаков, Иван Алексеевич                                        | 11.01.1882            |
| Шидловский, Николай Владимирович                                 | 09.03.1895            |
| Шебеко, Николай Игнатьевич (30)                                  | 22.07.1895            |
| Шамшин, Иван Иванович (44)                                       | 01.01.1896            |
| Шувалов, Павел Андреевич (1830)                                  | 14.05.1896            |
| Шереметев, Сергей Алексеевич                                     | 06.12.1896            |
| Шишкин, Николай Павлович                                         | 01.01.1897            |
| Шереметев, Сергей Дмитриевич                                     | 06.05.1900            |
| Шевич, Иван Егорович                                             | 06.05.1903            |
| Штюрмер, Борис Владимирович                                      | 03.09.1904            |
| Шевич, Дмитрий Егорович                                          | 01.01.1905            |
| Шмеман, Николай Эдуардович                                       | 17.04.1905            |
| Шлиппе, Владимир Карлович                                        | 06.05.1905            |
| Шванебах, Пётр Христианович                                      | 31.05.1905            |
| Шипов, Иван Павлович                                             | 28.10.1905            |
| Щ                                                                |                       |
| Щербатов, Алексей Григорьевич                                    | 01.07.1839            |
| Э                                                                |                       |
| Энгель, Фёдор Иванович                                           | 24.04.1828            |
| Эссен, Пётр Кириллович                                           | 30.04.1830            |
| Ю                                                                |                       |
| Юсупов, Николай Борисович                                        | 30.08.1823            |
| Я                                                                |                       |
| Яновский, Кирилл Петрович                                        | 01.04.1901            |

## 1906—1917
| # А Б В Г Д Е Ё Ж З И К Л М Н О П Р С Т У Ф Х Ц Ч Ш Щ Э Ю Я |

Алфавитный список членов Государственного совета после его преобразования в 1906 г.

### А
- Абхази, Константин Николаевич (1867—1923)
- Авдаков, Николай Степанович (1847—1915)
- Акимов, Михаил Григорьевич (1847—1914)
- Алексеев, Евгений Иванович (1843—1917)
- Андреевский, Владимир Михайлович (1858—1943)
- Аничков, Николай Милиевич (1844—1916)
- Антоний (Вадковский, Александр Васильевич) (1846—1912)
- Антоний (Храповицкий, Алексей Павлович) (1863—1936)
- Арсений (Стадницкий, Авксентий Георгиевич) (1862—1936)
- Арсеньев, Алексей Александрович (1849—1914)
- Арсеньев, Дмитрий Сергеевич (1832—1915)
- Афанасьев, Вячеслав Алексеевич (1859—1942)

### Б
- Багалей, Дмитрий Иванович (1857—1932)
- Балашов, Николай Петрович (1840—1931)
- Баранов, Пётр Петрович (1843—1924)
- Барк, Пётр Львович (1869—1937)
- Барсов, Леонид Васильевич (1850—?)
- Баулин, Александр Васильевич (1848—1911)
- Безак, Фёдор Николаевич (1865—1940)
- Беликов, Дмитрий Никанорович (1852—1932)
- Беляев, Анатолий Григорьевич (1871—1938)
- Беляков, Николай Фёдорович (1861—?)
- Бехтеев, Сергей Сергеевич (1844—1911)
- Бирилёв, Алексей Алексеевич (1844—1915)
- Бобринский, Алексей Александрович (1852—1927)
- Бобринский, Андрей Александрович (1859—1930)
- Боргман, Иван Иванович (1849—1914)
- Бородкин, Михаил Михайлович (1852—1919)
- Бразоль, Сергей Евгеньевич (1851—?)
- Брин, Михаил Сергеевич фон (1857—?)
- Брянчанинов, Александр Семёнович (1843—1910)
- Будберг, Александр Андреевич (1853—1914)
- Будберг, Оттон Романович (1850—1907)
- Булыгин, Александр Григорьевич (1851—1919)
- Булычов, Николай Иванович (1853—1919?)
- Буткевич, Михаил Николаевич (1855—?)
- Буткевич, Тимофей Иванович (1854—1925)
- Бутлеров, Владимир Александрович (1864—1934)
- Бутовский, Пётр Михайлович (1842—1912)

### В
- Валь, Виктор Вильгельмович фон (1840—1915)
- Васильев, Александр Васильевич (1853—1929)
- Васильчиков, Борис Александрович (1860—1931)
- Вебер, Сергей Фёдорович (1857—?)
- Вейнштейн, Григорий Эммануилович (1860—1929)
- Велепольский, Сигизмунд Иосифович (1863—1919)
- Велиовейский, Стефан Адамович (1865—1931)
- Верёвкин, Александр Николаевич (тайный советник) (1864—1922)
- Вернадский, Владимир Иванович (1863—1945)
- Верховский, Владимир Владимирович (1849—1910)
- Витте, Сергей Юльевич (1849—1915)
- Воеводский, Степан Аркадьевич (1859—1937)
- Войнилович, Эдуард Адамович (1847—1928)
- Войнич-Сяноженский, Владислав Платонович (1850—1914)
- Волжин, Александр Николаевич (1860—1933)
- Волконский, Николай Сергеевич (1848—1910)
- Выковский, Густав Викентьевич (1860—1940)
- Вяземский, Леонид Дмитриевич (1848—1909)

### Г
- Гавронский, Станислав Викторович (1861—?)
- Галкин-Враской, Михаил Николаевич (1832—1916)
- Гарин, Николай Павлович (1861—?)
- Гевлич, Дмитрий Ксенофонтович (1837—1913)
- Георгиевский, Лев Александрович (1860—?)
- Гербель, Сергей Николаевич (1858—?)
- Герье, Владимир Иванович (1837—1919)
- Глебов, Владимир Петрович (1850—1926)
- Глебов, Николай Николаевич (1864—1941)
- Глезмер, Станислав Петрович (1853—1916)
- Говорухо-Отрок, Михаил Яковлевич (1868 или 1866—?)
- Годлевский, Степан Корнелиевич (1853—1929)
- Гойнинген-Гюне, Эмилий Фёдорович фон (1841—1917)
- Голицын, Александр Дмитриевич (1874—1957)
- Голицын, Григорий Сергеевич (1838—1907)
- Голицын, Дмитрий Петрович (1860—1928)
- Голицын, Николай Дмитриевич (1850—1925)
- Голицын, Павел Павлович (1856—1914)
- Голубев, Иван Яковлевич (1841—1918)
- Гончаров, Сергей Сергеевич (1842—1918)
- Горватт, Станислав Александрович (1866—1930)
- Горемыкин, Иван Логгинович (1839—1917)
- Горчаков, Михаил Иванович (1838—1910)
- Григорович, Иван Константинович (1853—1930)
- Гримм, Давид Давидович (1864—1941)
- Гродеков, Николай Иванович (1843—1913)
- Гудим-Левкович, Павел Константинович (1842—1907)
- Гукасов, Павел Осипович (1858—1937)
- Гурко, Владимир Иосифович (1862—1927)
- Гучков, Александр Иванович (1862—1936)

### Д
- Дейтрих, Владимир Фёдорович (1850—1919)
- Деллингсгаузен, Эдуард Николаевич (1863—1939)
- Денисов, Василий Ильич (1863—?)
- Дервиз, Дмитрий Григорьевич (1829—1916)
- Деревицкий, Алексей Николаевич (1859—1943)
- Диков, Иван Михайлович (1835—1914)
- Димитрий (Ковальницкий, Михаил Георгиевич (1839—1913)
- Дистерло, Роман Александрович (1859—1919)
- Дитмар, Николай Фёдорович фон (1865—1919)
- Дическул, Павел Викторович (1839—1909)
- Дмитриев, Василий Семёнович (1839—1913)
- Дмитриев, Михаил Дмитриевич (1846—1917)
- Добецкий, Евстафий Евстафьевич (1856—1919)
- Долгорукий, Александр Сергеевич (1841—1912)
- Донецкий, Алексей Алексеевич (1845—?)
- Драшусов, Владимир Александрович (1850—1912)
- Друцкой-Любецкий, Иероним Эдвинович (1861—1919)
- Друцкой-Соколинской, Николай Николаевич (1856—?)
- Дубасов, Фёдор Васильевич (1845—1912)
- Думитрашко, Пётр Николаевич (1857—?)
- Дурново, Пётр Николаевич (1842—1915)
- Дурново, Пётр Павлович (1835—1919)
- Дьяконов, Михаил Александрович (1855—1919)

### Е
- Еловицкий, Венцеслав Адольфович (1851—1928)
- Еремеев, Александр Ксенофонтович (1844—1916)
- Ермолов, Алексей Сергеевич (1847—1917)
- Еропкин, Рафаил Дмитриевич (1868—?)
- Ершов, Михаил Дмитриевич (1862—1919)

### З
- Загоскин, Николай Павлович (1851—1912)
- Зверев, Николай Андреевич (1850—1917)
- Зеленцов, Анатолий Александрович (1854—1918)
- Зиновьев, Александр Дмитриевич (1854—1931)
- Зиновьев, Иван Алексеевич (1835—1917)
- Зиновьев, Николай Алексеевич (1839—1917)
- Зубашев, Ефим Лукьянович (1860—1928)
- Зубов, Николай Павлович (1858—?)
- Зубчанинов, Сергей Иванович (1864—1935)

### И
- Иваницкий, Борис Евгеньевич (1857—1938)
- Иванов, Аполлон Викторович (1842—1909)
- Иванов, Филипп Антонович (1871—1957)
- Игнатьев, Алексей Павлович (1842—1906)
- Игнатьев, Николай Павлович (1832—1908)
- Игнатьев, Пётр Александрович (1847—?)
- Извольский, Александр Петрович (1856—1919)
- Извольский, Пётр Петрович (1863—1928)
- Икскуль фон Гильденбандт, Александр Александрович (1840—1912)
- Икскуль фон Гильденбандт, Юлий Александрович (1853—1918)
- Ильин, Алексей Алексеевич (1858—1942)
- Иорданов, Павел Фёдорович (1858—1920)

### К
- Калачов, Виктор Васильевич (1834—1910)
- Калачов, Геннадий Викторович (1865—?)
- Калачов, Дмитрий Викторович (1861—?)
- Каменский, Иван Григорьевич (1857—1919)
- Каменский, Пётр Валериевич (1860—1917)
- Карамзин, Александр Николаевич (1850—1927)
- Карпачёв, Владимир Иванович (1853—1923)
- Карпинский, Чеслав Александрович (1863—1917)
- Карпов, Виктор Иванович (1859—1936)
- Касаткин-Ростовский, Николай Фёдорович (1848—1908)
- Кауфман, Пётр Михайлович фон (1857—1926)
- Квашнин-Самарин, Степан Дмитриевич (1838—1908)
- Климов, Сергей Семёнович (?—1907)
- Клунников, Николай Иосифович (1858—?)
- Ключевский, Василий Осипович (1841—1911)
- Кобеко, Дмитрий Фомич (1837—1918)
- Кобылинский, Пётр Петрович (1847—1918)
- Ковалевский, Максим Максимович (1851—1916)
- Коковцов, Владимир Николаевич (1853—1943)
- Комсин, Сергей Иванович (1849—?)
- Кони, Анатолий Фёдорович (1844—1927)
- Корвин-Милевский, Ипполит Оскарович (1848—1932)
- Корф, Анатолий Фёдорович (1842—1917)
- Корф, Павел Леопольдович (1837—1913)
- Корыбут-Дашкевич, Дмитрий Ричардович (1856—1924)
- Косич, Андрей Иванович (1833—1917)
- Крамер, Николай Эрнестович (1855—1917)
- Красовский, Михаил Васильевич (1851—1911)
- Крашенинников, Илья Сергеевич (1847—1922)
- Крашенинников, Николай Сергеевич (1857—1918)
- Крестовников, Григорий Александрович (1855—1918)
- Кривошеин, Александр Васильевич (1857—1921)
- Кроненберг, Леопольд Леопольдович (1849—1937)
- Кршивицкий, Константин Фаддеевич (1840—1910)
- Крыжановский, Сергей Ефимович (1862—1935)
- Крым, Соломон Самойлович (1867—1936)
- Кугушев, Вячеслав Александрович (1863—1944)
- Кудрявцев, Николай Дмитриевич (1860—1914)
- Кудрявый, Виктор Андреевич (1860—1919)
- Куколь-Яснопольский, Степан Александрович (1859—?)
- Куломзин, Анатолий Николаевич (1838—1923)
- Куракин, Анатолий Александрович (1845—1936)
- Кутайсов, Павел Ипполитович (1837—1911)
- Кучеров, Яков Владимирович (1834—1909)
- Кушелев, Андрей Андреевич (1854—1918)

### Л
- Лазарев, Пётр Михайлович (1850—1919)
- Ламздорф, Владимир Николаевич (1844—1907)
- Лаппо-Данилевский, Александр Сергеевич (1863—1919)
- Лаптев, Иннокентий Павлович (1872—1917)
- Лашкарёв, Григорий Александрович (1862—1931)
- Левшин, Дмитрий Дмитриевич (1854—?)
- Леонтович, Иван Николаевич (1860—1926)
- Лесевицкий, Леонид Дмитриевич (1865—?)
- Лещинский, Сигизмунд Владиславович (1866—1942)
- Ливен, Андрей Александрович (1839—1913)
- Линдер, Константин Карлович (1836—1908)
- Лисаневич, Иван Алексеевич (1840—1915)
- Лобанов-Ростовский, Алексей Николаевич (1862—1921)
- Лопацинский, Станислав Игнатьевич (1851—1933)
- Лосев, Михаил Лукич (1851—1912)
- Лукьянов, Сергей Михайлович (1855—1935)
- Лыкошин, Александр Иванович (1861—1918)

### М
- Майдель, Аксель Эдуардович (1869—1945)
- Макаров, Александр Александрович (1857—1919)
- Маклаков, Николай Алексеевич (1871—1918)
- Мамантов, Василий Ильич (1863—1928)
- Мансуров, Николай Павлович (1830—1911)
- Мануйлов, Александр Аполлонович (1861—1929)
- Манухин, Сергей Сергеевич (1856—1922)
- Марин, Николай Викторович (1865—1960)
- Маслов, Николай Николаевич (1846—1912)
- Медем, Оттон Людвигович (1847—1925)
- Межаков-Каютов, Сергей Павлович (1861—1911)
- Мейштович, Александр Эдуардович (1864—1943)
- Меллер-Закомельский, Александр Николаевич (1844—1928)
- Меллер-Закомельский, Владимир Владимирович (1863—1920)
- Менгден, Владимир Михайлович (1826—1910)
- Менделеев, Павел Павлович (1863—1951)
- Мещеринов, Владимир Петрович (1847—1919)
- Миклашевский, Михаил Ильич (1854—1916)
- Мосолов, Алексей Иванович (1863—1943)
- Муратов, Николай Павлович (1867—?)
- Мусин-Пушкин, Владимир Алексеевич (1868—1918)
- Мухин, Александр Флегонтович (1848—?)
- Мясоедов, Николай Александрович (1850—?)
- Мясоедов-Иванов, Виктор Андреевич (1841—1911)

### Н
- Надежин, Александр Петрович (1857—1931)
- Напиорковский, Абдон Юлианович (1851—1917)
- Нарышкин, Александр Алексеевич (1839—1916)
- Наумов, Александр Николаевич (1868—1950)
- Незабытовский, Карл Константинович (1865—1952)
- Нейдгарт, Алексей Борисович (1863—1918)
- Нейдгарт, Дмитрий Борисович (1861—1942)
- Неклюдов, Сергей Михайлович (1846—1912)
- Немешаев, Клавдий Семёнович (1849—1927)
- Ненароков, Александр Васильевич (1870—?)
- Николай (Зиоров, Михаил Захарович) (1851—1915)
- Никольский, Александр Петрович (1851—1918)
- Никон (Рождественский, Николай Иванович) (1851—1919)
- Нирод, Максимилиан Евстафьевич (1848—1914)
- Новицкий, Иосиф Иосифович (1847—1917)
- Нольде, Эммануил Юльевич (1854—1909)
- Нолькен, Эдуард Акселевич (1875—?)
- Нырков, Николай Иванович (1865—?)

### О
- Оболенский, Александр Дмитриевич (1847—1917)
- Оболенский, Алексей Дмитриевич (1855—1933)
- Оболенский-Нелединский-Мелецкий, Валериан Сергеевич (1848—1907)
- Озеров, Иван Христофорович (1869—1942)
- Ознобишин, Владимир Нилович (1855—?)
- Олив, Сергей Васильевич (1844—1909)
- Олизар, Иван Эмильевич (1855—1915)
- Олсуфьев, Дмитрий Адамович (1862—1937)
- Ольденбург, Сергей Фёдорович (1863—1934)
- Орловский, Ксаверий Александрович (1862—1926)
- Островский, Иосиф Александрович (1850—1923)
- Офросимов, Яков Никандрович (1862—1946)
- Охотников, Владимир Николаевич (1847—1919)

### П
- Пален, Константин Иванович фон дер (1830—1912)
- Пален, Павел Петрович фон дер (1862—1942)
- Палицын, Фёдор Фёдорович (1851—1923)
- Пантелеев, Александр Ильич (1838—1919)
- Перелешин, Александр Васильевич (1856—1910)
- Петров, Николай Павлович (1836—1920)
- Пилар-фон-Пильхау, Адольф Адольфович (1851—1925)
- Пихно, Дмитрий Иванович (1853—1913)
- Платонов, Степан Фёдорович (1844—1916)
- Плеве, Николай Вячеславович (1871—?)
- Плотников, Иван Николаевич (1857—?)
- Поклевский-Козелл, Викентий Альфонсович (1853—1929)
- Покровский, Николай Николаевич (1865—1930)
- Поливанов, Алексей Андреевич (1855—1920)
- Поливанов, Владимир Николаевич (1848—1915)
- Половцов, Александр Александрович (1832—1909)
- Полторацкий, Пётр Алексеевич (1842—1909)
- Потоцкий, Генрих Родригович (1868—1958)
- Пржевлоцкий, Константин Иосифович (1857—1930)
- Пусторослев, Пётр Павлович (1854—?)

### Р
- Разумовский, Аполлон Николаевич (1853—?)
- Ракович, Иван Егорович (1863—1920)
- Рачинский, Александр Константинович (1867—?)
- Ребиндер, Николай Александрович (1863—1918)
- Ревуцкий, Пётр Дмитриевич (1847—1911)
- Редигер, Александр Фёдорович фон (1853—1920)
- Рейн, Георгий Ермолаевич (1854—1942)
- Рейтерн, Владимир Евстафьевич (1851—1917)
- Репнин, Николай Васильевич (1834—1918)
- Рерберг, Пётр Фёдорович (1835—1912)
- Римский-Корсаков, Александр Александрович (1850—1922)
- Рихтер, Оттон Борисович фон (1830—1908)
- Рогович, Алексей Петрович (1858—?)
- Родзянко, Михаил Владимирович (1859—1924)
- Розен, Александр Фёдорович (1871—?)
- Розен, Ганс Фридрихович (1870—1945)
- Розен, Роман Романович (1847—1922)
- Романов, Пётр Михайлович (1851—1911)
- Ромер, Владимир Эмильевич (1840—1907)
- Рооп, Христофор Христофорович (1831—1918)
- Ростовцев, Иван Яковлевич (1833—1917)
- Ротванд, Станислав Матвеевич (1839—1916)
- Рузский, Николай Владимирович (1854—1918)
- Рухлов, Сергей Васильевич (1852—1918)
- Рыков, Евгений Владимирович (1838—?)
- Рябушинский, Павел Павлович (1871—1924)

### С
- Саблер, Владимир Карлович (1845—1929)
- Сабуров, Андрей Александрович (1837—1916)
- Сабуров, Пётр Александрович (1835—1918)
- Савельев, Василий Владимирович (1847—1917)
- Савицкий, Николай Петрович (1867—1941)
- Сазонов, Сергей Дмитриевич (1860—1927)
- Салов, Василий Васильевич (1839—1909)
- Салтыков, Александр Александрович (1865—1940?)
- Салтыков, Иван Николаевич (1870—1941)
- Самарин, Александр Дмитриевич (1868—1932)
- Самарин, Фёдор Дмитриевич (1858—1916)
- Селиванов, Андрей Николаевич (1847—1917)
- Семёнов, Владимир Николаевич (1850—?)
- Семёнов-Тян-Шанский, Пётр Петрович (1827—1914)
- Семиградов, Дмитрий Николаевич (1869—1932)
- Серафим (Чичагов, Леонид Михайлович (1856—1937)
- Сергеевич, Василий Иванович (1832—1910)
- Сергеевский, Николай Дмитриевич (1849—1908)
- Скадовский, Сергей Балтазарович (1863—1918)
- Скаржинский, Мечислав-Тадеуш Эдмундович (1865—1930)
- Скворцов, Михаил Николаевич (1845—?)
- Скирмунт, Константин Генрихович (1866—1949)
- Скирмунт, Роман Александрович (1868—1939)
- Соболевский, Алексей Иванович (1856—1929)
- Соковнин, Алексей Николаевич (1851—1907)
- Сольский, Дмитрий Мартынович (1833—1910)
- Сомов, Сергей Михайлович (1854—1924)
- Стахеев, Фёдор Васильевич (1870—?)
- Стахович, Михаил Александрович (1861—1923)
- Стевен, Александр Христианович (1844—1910)
- Стенбок-Фермор, Иван Васильевич (1859—1916)
- Стишинский, Александр Семёнович (1851—1922)
- Столыпин, Пётр Аркадьевич (1862—1911)
- Стромилов, Сергей Семёнович (1856—1911)
- Струков, Ананий Петрович (1851—1922)
- Сувчинский, Корнилий Евтихиевич (1856—1917)
- Сухомлинов, Владимир Александрович (1848—1926)
- Сухомлинов, Николай Фёдорович (1852—?)
- Сухотин, Николай Николаевич (1847—1918)
- Сырнев, Александр Петрович (1855—?)
- Сырочинский, Станислав-Карл Северинович (1847—1912)

### Т
- Таганцев, Николай Степанович (1843—1923)
- Танеев, Александр Сергеевич (1850—1918)
- Татищев, Иван Дмитриевич (1830—1913)
- Таубе, Максим Антонович (1826—1910)
- Таубе, Михаил Александрович (1869—1961)
- Тернер, Фёдор Густавович (1828—1906)
- Тизенгаузен, Генрих Юльевич (1843—1914)
- Тимашев, Сергей Иванович (1858—1920)
- Тимирязев, Василий Иванович (1849—1919)
- Толстой, Александр Петрович (1863—?)
- Толь, Сергей Александрович (1848—1923)
- Томановский, Владимир Николаевич (1862—?)
- Трегубов, Симеон Иванович (1856—1925)
- Трепов, Александр Фёдорович (1862—1928)
- Трепов, Владимир Фёдорович (1860—1918)
- Трепов, Фёдор Фёдорович (1854—1938)
- Триполитов, Михаил Николаевич (1854—?)
- Трубецкой, Евгений Николаевич (1863—1920)
- Трубецкой, Пётр Николаевич (1858—1911)
- Трубников, Александр Николаевич (1853—1922)
- Трубников, Юрий Владимирович (1857—?)
- Трусевич, Максимилиан Иванович (1863—?)
- Турау, Евгений Фёдорович (1847—1914)
- Тышкевич, Александр Иосифович (1864—1945)
- Тютрюмов, Игорь Матвеевич (1865—1943)
- Тютчев, Иван Фёдорович (1846—1909)

### У
- Уваров, Игорь Алексеевич (1869—1934)
- Уваров, Фёдор Алексеевич (1866—1954)
- Унтербергер, Павел Фридрихович (1842—1921)
- Урусов, Владимир Михайлович (1857—1922)
- Урусов, Николай Петрович (1864—1918)
- Ушаков, Яков Афанасьевич (1841—1913)

### Ф
- Философов, Дмитрий Александрович (1861—1907)
- Фойницкий, Иван Яковлевич (1847—1913)
- Фредерикс, Владимир Борисович (1838—1927)
- Фрезе, Александр Александрович (1840—?)
- Фриш, Эдуард Васильевич (1833—1907)

### Х
- Ханенко, Богдан Иванович (1849—1917)
- Харитонов, Пётр Алексеевич (1852—1916)
- Хвостов, Александр Алексеевич (1857—1922)
- Хвостов, Николай Алексеевич (1844—1913)
- Хилков, Михаил Иванович (1834—1909)
- Хлебников, Харлампий Николаевич (1834—?)
- Хоминский, Александр Станиславович (1859—1936)
- Хомяков, Николай Алексеевич (1850—1925)
- Хржановский, Эдуард Викентьевич (1843—1922)

### Ч
- Чавчавадзе, Илья Григорьевич (1837—1907)
- Чаплинский, Георгий Гаврилович (1865—?)
- Чеботарёв, Степан Степанович (1851—?)
- Чебышёв, Николай Алексеевич (1852—1926)
- Чемодуров, Александр Александрович (1850—1915)
- Череванский, Владимир Павлович (1836—1914)
- Черницкий, Василий Иванович (1851—?)
- Чихачёв, Николай Матвеевич (1830—1917)
- Чолокаев, Николай Николаевич (1830—1920)

### Ш
- Шамшин, Иван Иванович (1837—1912)
- Шатилов, Николай Павлович (1849—1919)
- Шауфус, Николай Константинович (1846—1911)
- Шахматов, Алексей Александрович (1864—1920)
- Шванебах, Пётр Христианович (1848—1908)
- Шварц, Александр Николаевич (1848—1915)
- Шведов, Николай Константинович (1849—1927)
- Шебеко, Игнатий-Людовик Альбертович (1857—1937)
- Шевич, Иван Егорович (1838—1912)
- Шелашников, Александр Николаевич (1870—1919)
- Шереметев, Павел Сергеевич (1871—1943)
- Шереметев, Сергей Дмитриевич (1844—1918)
- Шидловский, Николай Владимирович (1843—1907)
- Шиллинг, Альфред Оттонович (1861—1922)
- Шипов, Дмитрий Николаевич (1851—1920)
- Шипов, Иван Павлович (1865—1919)
- Шипов, Николай Николаевич (1846—1911)
- Ширинский-Шихматов, Алексей Александрович (1862—1930)
- Шишков, Николай Александрович (1856—1910)
- Шкларевич, Пётр Данилович (1841—?)
- Шлиппе, Владимир Карлович (1834—1923)
- Шмеман, Николай Эдуардович (1850—1928)
- Шмурло, Геннадий Францевич (1869—1926)
- Шотт, Лев Ипполитович (1856—?)
- Шрейбер, Николай Николаевич (1838—?)
- Штюрмер, Борис Владимирович (1848—1917)
- Шумахер, Александр Данилович (1855—1917)

### Щ
- Щегловитов, Иван Григорьевич (1861—1918)
- Щербатов, Николай Борисович (1868—1943)
- Щербачёв, Александр Николаевич (1845—1927)

### Э
- Эбергард, Андрей Августович (1856—1919)
- Экеспарре, Оскар Рейнгольдович фон (1839—1925)
- Энгельгардт, Вадим Платонович (1852—1920)
- Эрдели, Яков Егорович (1856—1919)
- Эристов, Андрей Михайлович (1855—1932)

### Ю
- Юмашев, Леонид Викторович (1863—1920)

### Я
- Яковлев, Александр Иванович (1863—1909)
- Якунчиков, Борис Михайлович (1859—?)
- Яновский, Николай Семёнович (1829—1913)
- Ясюнинский, Константин Арсеньевич (1863—1907)
- Ясюнинский, Николай Арсеньевич (1856—1912)